# فرودگاه صحرایی ارتشی پوپ
 فرودگاه صحرایی ارتشی پوپ (به انگلیسی: Pope Army Airfield) یک فرودگاه است . این فرودگاه در کشور ایالات متحده آمریکا قرار دارد .